# Mayres-Savel
Mayres-Savel település Franciaországban, Isère megyében. Lakosainak száma 92 fő (2022. január 1.). Mayres-Savel Treffort, Cornillon-en-Trièves, Lavars, Marcieu, La Motte-Saint-Martin, Prunières, Saint-Arey és Saint-Jean-d’Hérans községekkel határos.

## Népesség
A település népességének változása:
| Lakosok száma | 97   | 91   | 100  | 99   | 126  | 119  | 97   | 91   | 88   | 92   |
|               | 1968 | 1982 | 1990 | 2006 | 2013 | 2015 | 2017 | 2019 | 2020 | 2022 |